# Gaston Lagaffe (film)
Pour les articles homonymes, voir Lagaffe.
Pour plus de détails, voir Fiche technique et Distribution.
Gaston Lagaffe est une comédie française coécrite et réalisée par Pierre-François Martin-Laval, sortie le 4 avril 2018.
Il s'agit d'une adaptation au cinéma de la bande dessinée franco-belge Gaston d'André Franquin.

## Synopsis
Prunelle rentre de congé et retrouve l'entreprise « Au petitcoin », une start-up qu'il dirige en l'absence du patron. L'entreprise est spécialisée dans la reconversion créative d'objets présentant des défauts de fabrication.
Un nouveau stagiaire, Gaston, accumule les gaffes. Paresseux, il est aussi très créatif pour aider ses collègues, mais ses inventions et ses fantaisies se terminent souvent en catastrophes. En particulier, il cause sans le vouloir à plusieurs reprises l'échec des négociations avec monsieur De Mesmaeker. Celui-ci veut racheter cette entreprise prometteuse pour une très forte somme, ce qui permettrait à chaque employé d'empocher un dividende confortable.
Prunelle n'ose toutefois pas renvoyer Gaston, car un quiproquo l'a amené à croire qu'il est le fils du patron, qui a été embauché de manière anonyme par son père qui veut le faire commencer au bas de l'échelle. Mais en réalité, le fils du patron, jeune homme ambitieux, n'est pas Gaston mais l'homme de ménage.
L'entreprise va de plus en plus mal et Prunelle augmente les cadences, alors que les difficultés viennent de décisions qu'il prend trop à la légère, distrait par les multiples gaffes de Gaston. 
Lorsque l'homme de ménage, excédé par le désordre qui règne dans l'entreprise, finit par révéler son identité, Prunelle renvoie Gaston qui part sur une plage avec Bertrand Labévue et Jules-de-chez-Smith-en-face. Il y construit un phare en sable.
Prunelle signe enfin le contrat de vente avec Monsieur De Mesmaeker, qui reprend l'entreprise en faillite pour 1 euro et annonce le licenciement de tout le personnel.
Pendant ce temps, mademoiselle Jeanne, secrètement amoureuse de Gaston, lui téléphone pour lui dire que son poisson rouge Bubulle est enfermé sans nourriture. Gaston adapte des bouteilles de gaz sur sa voiture et revient au siège d'Au peticoin en quelques instants. En voulant sauver son poisson rouge, il cause une inondation générale qui noie les contrats. L'entreprise est sauvée, d'autant qu'une vidéo promotionnelle qu'il a réalisée avec Jeanne juste avant son licenciement rencontre un phénoménal succès. Prunelle, reconnaissant, le nomme stagiaire à vie.
Le film se termine comme une comédie musicale de Woody Allen : Gaston, Jules et Bertrand jouent un rap instrumental pendant que le personnel danse une chorégraphie. Pendant ce temps, un cargo s'est échoué sur la plage, trompé par le phare de Gaston.

## Fiche technique
Sauf indication contraire ou complémentaire, les informations mentionnées dans cette section peuvent être confirmées par la base de données Unifrance
- Titre original : Gaston Lagaffe[1]
- Réalisation : Pierre-François Martin-Laval
- Scénario, dialogues et adaptation : Mathias Gavarry et Pierre-François Martin-Laval, d'après l'œuvre originale d'André Franquin
- Décors : Franck Schwarz
- Costumes : Brigitte et Marie Calvet
- Son : Pierre André, Alain Féat et François-Joseph Hors
- Montage :
- Effets visuels numériques : Mac guff (Paris)
- Musique : Christian Lundberg, Ludovic Schmitt
- Production : Romain Rojtman
- Sociétés de production : Les Films du Premier, Les Films du 24 et UGC Images ; TF1 Films Production et Belvision (coproductions) ; SOFICA LBPI 10 et Soficinéma 13 (en association avec)
- Sociétés de distribution : UGC Distribution (France) ; Belga Films (Belgique) et JMH Distributions SA (Suisse romande)
- Budget : 18,7 millions d'euros
- Pays d'origine :  France
- Langue originale : français
- Format : couleur
- Genre : comédie
- Durée : 84 minutes
- Dates de sortie :
  - Belgique, France, Suisse romande : 4 avril 2018

## Distribution
- Théo Fernandez : Gaston Lagaffe

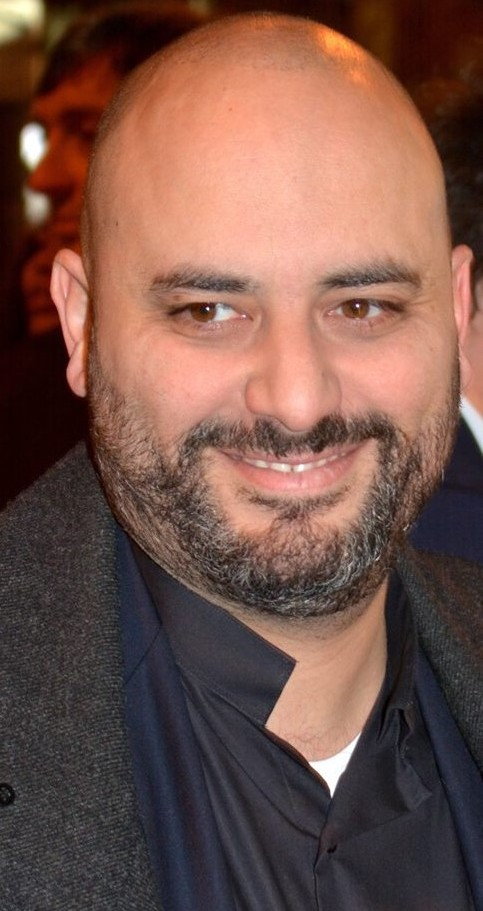
Jérôme Commandeur à la cérémonie des Globes de cristal 2018.

- Pierre-François Martin-Laval : Prunelle
- Arnaud Ducret : l'agent Longtarin
- Jérôme Commandeur : monsieur De Mesmaeker
- Alison Wheeler : mademoiselle Jeanne
- Franc Bruneau : Lebrac
- Christophe Canard : Boulier
- Sébastien Chassagne : Raoul
- Maka Sidibé : Jeff
- Charlotte Gabris : Sonia, la standardiste
- Jimmy Labeeu : Jules-de-chez-Smith-en-face
- Estéban : Bertrand Labévue
- Silvie Laguna : mademoiselle Kiglouss
- Léon Plazol : Edern
- Anne Benoît : la médecin
- Nicky Naudé : le pilote de l’hélicoptère de la gendarmerie
- Stéphane De Groodt : voix du PDG
- Isabelle Nanty : voix de l’entrée

## Production

### Tournage
Il s'agit de la troisième collaboration d'Arnaud Ducret avec Pierre-François Martin-Laval derrière la caméra, après le film Les Profs (2013) et sa suite (2015).
Le tournage commence en mars 2017. Une partie du tournage des scènes extérieures a lieu à Marseille, en particulier dans la zone des anciens entrepôts du port. Le tournage en studios a lieu à Provence Studios de Martigues où la fabrication des décors dure plusieurs semaines.

### Attribution des rôles
Théo Fernandez, l'acteur qui incarne Gaston Lagaffe, aurait été engagé parce qu’il s'était endormi alors qu'il participait à un casting pour un film de Gérard Jugnot. Le casting pour Gaston Lagaffe se déroulant à l'étage au-dessus, le réalisateur Pierre-François Martin-Laval fut averti qu'il y avait un jeune homme qui pouvait l'intéresser et décida d'engager Théo Fernandez. Toutefois, il pourrait s'agir d'un coup de communication, le jeune acteur étant déjà connu de Pef pour son rôle dans les deux premiers Tuche qui avaient rencontré un grand succès (le troisième était alors encore en préparation). Théo Fernandez y avait incarné le rôle de Donald, le fils de Jeff (Jean-Paul Rouve), ainsi que le narrateur. Jérôme Commandeur (monsieur De Mesmaeker) avait également tenu un petit rôle dans le premier opus.

### Musique
Les musiques du film sont réalisées pour partie par Christian Lundberg, compositeur d'origine suédoise membre du collectif "Bleeding Fingers Music", et pour certains titres - notamment la chanson finale, "M'enfin !" - par Ludovic Schmitt, également connu sous le nom de scène Ry'm et membre du groupe strasbourgeois "Lyre le temps".

## Accueil

### Sortie
Gaston Lagaffe sort en Belgique, en France et en Suisse romande le 4 avril 2018, soit un mois et demi après Les Aventures de Spirou et Fantasio, autre adaptation d'une bande dessinée d'André Franquin.[réf. souhaitée]

### Critique
Beaucoup de critiques de la presse jugent sévèrement le film par rapport à l'œuvre originale de Franquin.
Télérama y voit « un comique de gestes appuyé, à base de cabotinages d’acteurs et de gags récurrents extrêmement prévisibles ». Pour l'hebdomadaire culturel, « le cinéaste, qui partage avec son personnage la paresse plus que l’ingéniosité, raille trop gentiment la société de consommation et manque l’occasion de mettre le monde de l’entreprise sens dessus dessous ». Libération évoque « une purge » et une artificielle modernisation, « innommable ». Le Figaro y voit « une suite de sketchs plus ou moins drôles » qui « n'invente rien ». 
Néanmoins, pour Le Parisien, à défaut d'être fidèle, l'adaptation respecte l'humour et l'esprit de Gaston Lagaffe.

Par ailleurs, lors d'une interview accordée quelques jours avant la sortie en salle du film, Isabelle Franquin, la fille de Franquin, qualifie ce Gaston Lagaffe réalisé par Pierre-François Martin-Laval de « désastre » : « Ça fait mal, très mal même, car j'assiste impuissante au désastre, en espérant de tout cœur que le public saura distinguer le bon grain de l'ivraie, si je puis dire ». Ne possédant qu'un droit moral sur l'œuvre de son père, Isabelle Franquin indique n'avoir rien pu empêcher, « même si les acteurs sont mal dirigés, le scénario débile et le rythme des gags catastrophique ». Elle indique également avoir désavoué la première version du scénario : 

« [la première version] était inqualifiable, pleine d'aberrations : Gaston y abandonnait son chat et sa mouette. Ou chauffait la start-up où il travaille en introduisant un tuyau d'arrosage dans le derrière d'une vache. Là, j'ai dit "niet". »

### Box-office
| Pays ou région | Box-office      | Date d'arrêt du box-office | Nombre de semaines |
| -------------- | --------------- | -------------------------- | ------------------ |
| France         | 536 810 entrées | 22 mai 2018                | 7                  |

## Autour du film

### Sortie en DVD
Le DVD/Blu-ray du film sort le 22 août 2018.